# Liste der Monuments historiques in Zegerscappel
Die Liste der Monuments historiques in Zegerscappel führt die Monuments historiques in der französischen Gemeinde Zegerscappel auf.

## Liste der Bauwerke
| Bezeichnung                          | Beschreibung | Standort           | Kennzeichnung | Schutzstatus | Datum | Bild |
| ------------------------------------ | ------------ | ------------------ | ------------- | ------------ | ----- | ---- |
| Kirche St-Omer                       |              | Grand’Place (Lage) | PA59000131    | Inscrit      | 2006  |      |
| Ehemaliges Haus des Friedensrichters |              | (Lage)             | PA00107897    | Inscrit      | 1951  |      |

## Liste der Objekte
- Monuments historiques (Objekte) in Zegerscappel in der Base Palissy des französischen Kultusministeriums